# We Are the Pigs
"We Are the Pigs" är en låt av Suede, skriven av Brett Anderson och Bernard Butler. Det är gruppens sjätte singel och den första från albumet Dog Man Star. Singeln släpptes den 12 september 1994 och nådde 18:e plats på den brittiska singellistan.
Singeln bebådade en mörkare ljudbild än den som bandet uppvisade på debutalbumet Suede. Musikvideon till "We Are the Pigs", regisserad av David och Raphael Vital-Durand, har drag av romanen Nittonhundraåttiofyra. Videon, som innehåller bilbränder, korsbränningar och olika typer av våld, förbjöds till en början av MTV.
I video gör gitarristen Richard Oakes debut; han efterträdde Bernard Butler den 17 september 1994.